# Eremogone macrantha
Eremogone macrantha är en nejlikväxtart som först beskrevs av Boris Konstantinovich Schischkin, och fick sitt nu gällande namn av Sergei Sergeevich Ikonnikov. Eremogone macrantha ingår i släktet Eremogone och familjen nejlikväxter. Inga underarter finns listade i Catalogue of Life.